# Ieixivà d'Hebron
La Ieixivà d'Hebron (en hebreu: ישיבת חברון כנסת ישראל) (transliterat: Yeshivat Hebron Knesset Yisroel) és una ieixivà dedicada a l'estudi avançat del Talmud babilònic. Va ser fundada l'any 1924, quan el director de la Ieixivà de Slabodka, que era llavors coneguda com "La mare de les ieixives", juntament amb 150 estudiants, van fundar una nova acadèmia talmúdica a la ciutat d'Hebron, al Mandat Britànic de Palestina.

## Refundació de la Ieixivà de Slabodka a Palestina
L'any 1924 un edicte del govern lituà que requeria el reclutament dels alumnes de la ieixivà a l'exèrcit, i la realització d'estudis seculars, va portar a un gran nombre d'estudiants de Slabodka a marxar al Mandat Britànic de Palestina. El Rabí Nosson Tzvi Finkel, també conegut com "L'ancià de Slabodka", va enviar al Rabí Avraham Grodzinsky per liderar a aquest grup i establir una ieixivà a la ciutat d'Hebron. Després del retorn de Grodzinsky a Slabodka, el director de la ieixivà va transferir el seu càrrec al capdavant de la branca europea de Slabodka, al Rabí Yitzchok Isaac Sher i es va desplaçar ell mateix fins a Hebron per liderar la nova ieixivà, juntament amb el Rabí Moixè Mordechai Epstein. Hebron va ser la ciutat triada per fundar la ieixivà, en lloc de Jerusalem. La branca de Slabodka existent a Europa va deixar de funcionar durant l'Holocaust. Una branca de la ieixivà va ser establerta al municipi de Bené-Berac.

## Matança d'Hebron (1929)

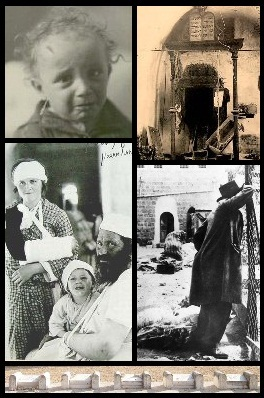
Imatges d'alguns supervivents de la Matança d'Hebron de 1929.

Un grup de 24 estudiants de la ieixivà van ser assassinats durant un pogrom conegut com la Massacre d'Hebron de 1929 que va tenir lloc a la localitat palestina d'Hebron.

## Trasllat a un nou campus
Després del pogrom, la ieixivà va ser establerta de nou al barri de Gueulà, a la ciutat tres vegades santa de Jerusalem.Malgrat patir un retard després de la defunció del Rabí Moixè Hebroni, la ieixivà es va traslladar a un nou campus més gran, situat al barri de Guivat Mordechai, l'any 1975. La ieixivà actualment té uns 1.300 estudiants i és una de la ieixivot lituanes amb més prestigi i més influents, d'Israel. Els directors de la ieixivà són actualment els Rabins Dovid Cohen i Yosef Chevroni.